# Avenida Ignacio Carrera Pinto
La avenida Ignacio Carrera Pinto, mayormente conocida como Avenida Colín, es una importante arteria vial ubicada en la comuna chilena de Talca. Forma parte del proyecto Circunvalación Sur de Talca y consta de un recorrido de 2,8 kilómetros.
Es la principal arteria del sector sur-poniente de Talca, conectándola con el centro de la ciudad y otras vías relevantes.

## Etimología
La avenida se denomina como Ignacio Carrera Pinto en honor al reconocido militar chileno combatiente en la Guerra del Pacífico. 

## Historia
Antiguamente la avenida consistía princiapalmente en un camino que conectaba Talca con los asentamientos rurales que se encontraban hacia el sur y sur-poniente de la ciudad, como lo eran Culenar, Colín y Maule. Hacia mediados del siglo XIX, el camino era transitado por los habitantes de estas zonas, así como también por dueños de parcelas agrícolas y trabajadores que se dirigían al yacimiento de la mina El Chivato. A inicios del siglo XX la calle era conocida simplemente como «Camino a Colín».
Durante finales de la década de 1960, el municipio y algunas cooperativas habitacionales comenzó a proyectar el crecimiento de la ciudad hacia el sector sur-poniente, utilizando el camino como base para fomentar la conectividad, pues ya existían puentes que cruzaban el estero Piduco, principal punto de separación entre Talca y el resto de la zona.
Con el paso de los años, se fueron promoviendo más proyectos habitacionales, los que fueron requiriendo un camino de mayor capacidad. Por otra parte, en 2004 se comenzó a proyectar la ruta K-630, que pretendía conectar la ruta 5 sur con Talca desde el sur, buscando facilitar la conexión con la ruta K-60, la cual se dirige hacia las localidades al poniente del río Claro. Esto volvió necesaria la reformulación del camino para constituirse como una avenida de mayor capacidad, pues se pretendía que permitiera el acceso de camiones y otros vehículos de alto tonelaje.
Hacia 2011, y en vista de la conexión planificada por la ruta K-630, y buscando también conectar dicha vía con el proyecto de la Circunvalación norte, se anuncia la intervención en la avenida, así como también en otras calles, ampliando sus pistas y aumentando considerablemente su capacidad vial.Los trabajos comenzarían en 2012, con una inversión inicial de casi 15 millones de dólares.
Finalmente, en julio de 2014, la remosada avenida es reinaugurada, tomándose como referencia para esto la apertura del paso inferior hacia la avenida Circunvalación Río Claro o Padre Guido Lebret, en su extremo norte.

## Descripción
La avenida comienza su trayecto desde el sur en el puente sobre el estero El Cajón, en el límite formal entre las comunas de Talca y Maule. Desde allí, realiza un recorrido de 260 metros en dirección norte hasta desviarse ligeramente hacia el este, prosiguiendo en línea recta en dirección noreste. Culmina formalmente luego de 2,6 kilómetros, donde se abre para dar paso a dos vías: Avenida Circunvalación Río Claro, por el norte y; avenida Carlos Schorr por el este.
Como tal, la avenida se conforma de dos vías por dirección, separadas por un bandejón central. Paralelamente le acompaña por su costado nor-poniente la calle 8 poniente, habilitada para quienes deseen salir por ese costado de la avenida.
Respecto a la locomoción colectiva, existen líneas de buses y taxis colectivos que recorren la totalidad de la avenida en dirección a Maule Norte, así como otros que circulan por tramos, desviándose hacia los sectores residenciales que rodean la vía.

## Hitos
A lo largo de su trayecto, es posible encontrar diversos hitos y puntos de interés, algunos de estos son (de sur a norte):
- Mall Go! Florida.
- Complejo Deportivo Gilberto Tapia Novoa.
- Tenencia de Carabineros «La Florida».
- Edificio del Hospicio de Talca.
- Secretaría Regional Ministerial de Educación.

Además, desde la avenida nacen o cruzan otras avenidas que se adentran a los sectores residenciales:
- Interesección con Avenida 26 Sur.
- Extremo poniente de Avenida 18 Sur.